# هلموت کوسمهل
هلموت کوسمهل (انگلیسی: Helmut Kosmehl؛ زادهٔ ۲۷ سپتامبر ۱۹۴۴) بازیکن فوتبال اهل آلمان است.
وی همچنین در تیم ملی فوتبال تیم ملی هندبال آلمان (handball) بازی کرده‌است.